# 首席枢機卿

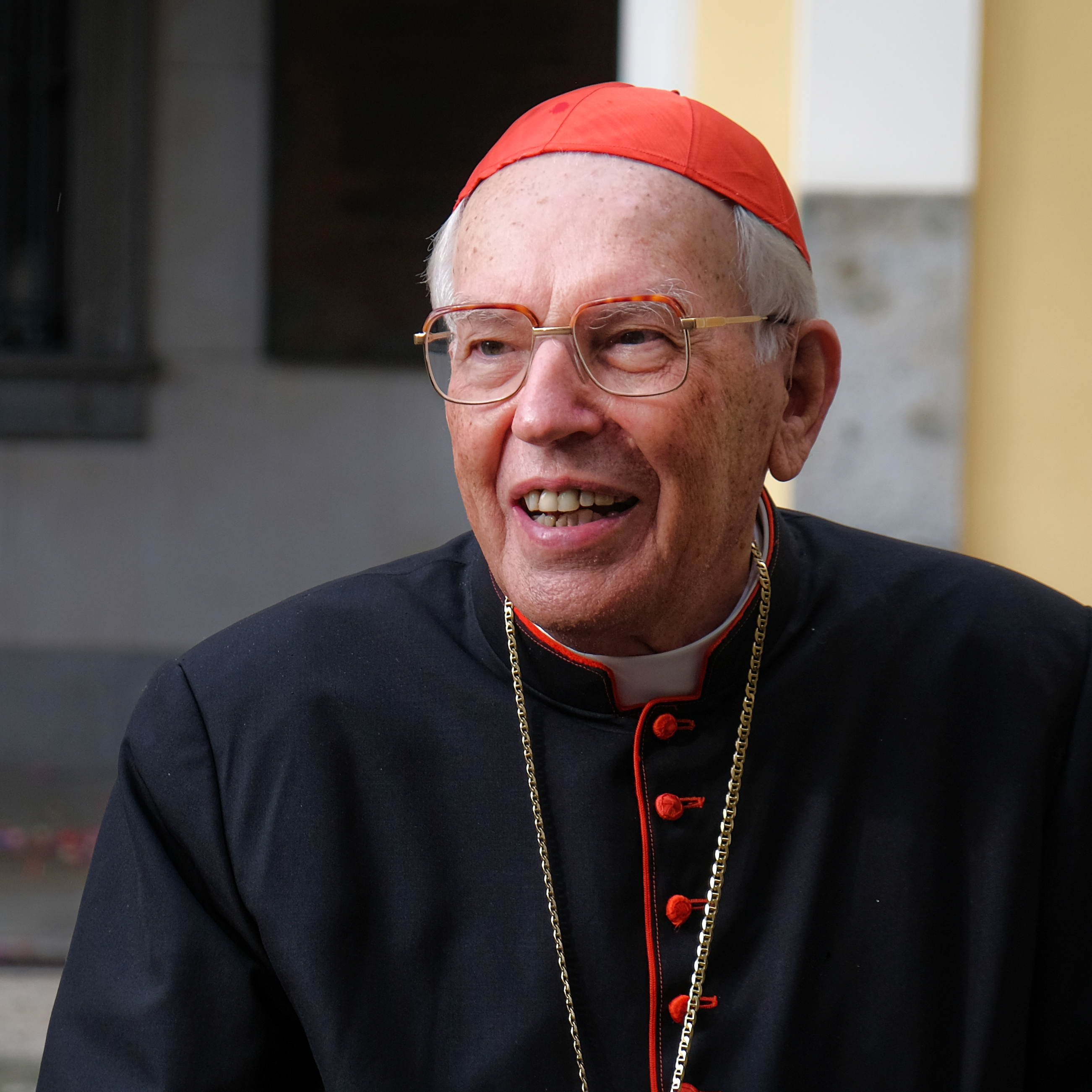

首席枢機卿（しゅせきすうききょう、羅:Decanus Sacri Collegii、英:Dean of the College of Cardinals）は、ローマ教皇庁の役職で、ローマ・カトリック教会の高位聖職者である枢機卿で組織する枢機卿団の議長。
教会法 352条2項では、枢機卿団の議長ではあるが、首席枢機卿は他の枢機卿に対して何らの支配権を有せず、同等者間の首席であるに過ぎないと規定されている。
コンクラーヴェの際にはその議長となる。ただし、首席枢機卿が教皇の選挙権を有しない場合は、次席枢機卿がコンクラーヴェの議長となり、次席枢機卿も選挙権を有しない場合は、枢機卿内で最も年長の者が議長となるとされている。
首席枢機卿は、枢機卿の互選で、ローマ教皇の承認を受けることになっている。
教会法350条4項により、既に有している名義称号のほかに、オスティア教区の名義司教となる。
2005年から首席枢機卿の地位にあったアンジェロ・ソダーノ枢機卿が2019年にカトリック教会の性的虐待事件への関与により辞任したことを受けて、ジョバンニ・バッティスタ・レ枢機卿が2020年から現在まで首席枢機卿の地位にある。